# Flora Philip
Flora Philip (Tobermory, Isla de Mull, Hèbrides interiors, Escòcia 19 de maig de 1865 - 14 d'agost de 1943) va ser una matemàtica escocesa, una de les primeres dones que es va llicenciar a la Universitat d'Edimburg i la primera dona membre de la Edinburgh Mathematical Society.

## Biografia
Flora Philip va néixer el 19 de maig de 1865 a Tobermory, Mull, de William Phillip, enginyer civil i Isabella McDougall.
Va assistir a la Tain Academy i després es va traslladar a Edimburg el 1883 per continuar la seva formació. En aquell moment, la llei impedia que les dones estudiessin a les universitats escoceses, de manera que es va inscriure a l'Associació d'Edimburg per a l'Educació Universitària de la Dona. El 1885 va rebre el certificat en arts de la Universitat d'Edimburg pel director de la universitat Sir William Muir, pels seus estudis de literatura anglesa, ètica, matemàtiques i fisiologia.
El 1889 es va aprovar la Llei sobre universitats (Escòcia) que permetia l'admissió de les dones a les universitats escoceses per primera vegada. Philip es va matricular a la Universitat d’Edimburg i es va llicenciar pels estudis anteriors. El 13 d'abril de 1893, ella i set dones més es van graduar a la Universitat, convertint-se en les primeres dones a fer-ho. Un informe sobre la cerimònia de graduació assenyalava "una gran assistència del gran públic, molts dels quals, sens dubte, s'hi acostaven per presenciar l'espectacle, vist per primera vegada en la història d'aquesta universitat, de dones que ocupaven el seu lloc (una dama amb distinció)) entre els graduats ".
Philip es va formar per ensenyar a la St George's Training College per a dones mestres, i va ensenyar a la St George's High School for Girls d'Edimburg fins al seu matrimoni el 1893.

## Societat matemàtica d'Edimburg
El desembre de 1886 Philips es va convertir en la primera dona membre de la Edinburgh Mathematical Society, tot i no tenir un títol universitari formal. Va retirar la seva pertinença en casar-se el 1893, encara l'única dona membre de la societat.

## Aniversari
El 1943, la Universitat d’Edimburg va marcar el cinquantè aniversari d’aquest primer grup de dones graduades i tres de vuit van assistir a la cerimònia com a convidats honrats a la plataforma: Flora Philip, Maude Elizabeth Newbigin, Amelia Hutchison Stirling. Philip va morir més tard aquell mateix any.